# Challenger de Brasília 2023
El torneo Aberto da República 2023, fue un torneo de tenis perteneció al ATP Challenger Tour 2023 en la categoría Challenger 100. Se trató de la 2ª edición; el torneo tuvo lugar en la ciudad de Brasília (Brasil), desde el 20 de noviembre hasta el 26 de noviembre de 2023 sobre pista dura al aire libre.

## Jugadores participantes del cuadro de individuales
| Favorito | País                      | Jugador                   | Rank1 | Posición en el torneo |
| -------- | ------------------------- | ------------------------- | ----- | --------------------- |
| 1        | Bandera de Chile          | Cristian Garín            | 88    | Cuartos de final      |
| 2        | Bandera de Chile          | Tomás Barrios             | 106   | Primera ronda         |
| 3        | Bandera de Bolivia        | Hugo Dellien              | 112   | Baja                  |
| 4        | Bandera de Estados Unidos | Aleksandar Kovacevic      | 117   | Primera ronda         |
| 5        | Bandera de Argentina      | Thiago Agustín Tirante    | 121   | Cuartos de final      |
| 6        | Bandera de Brasil         | Thiago Monteiro           | 131   | Baja                  |
| 7        | Bandera de Estados Unidos | Nicolas Moreno de Alboran | 153   | Segunda ronda         |
| 8        | Bandera de Argentina      | Guido Andreozzi           | 180   | Primera ronda         |
| 9        | Bandera de Estados Unidos | Oliver Crawford           | 193   | Primera ronda         |

- 1 Se ha tomado en cuenta el ranking del 13 de noviembre de 2023.

### Otros participantes
Los siguientes jugadores recibieron una invitación (wild card), por lo tanto ingresan directamente al cuadro principal (WC):
- João Fonseca
- Gilbert Klier Júnior
- Eduardo Ribeiro

Los siguientes jugadores ingresan al cuadro principal tras disputar el cuadro clasificatorio (Q):
- Gonzalo Bueno
- Ignacio Buse
- Wilson Leite
- Fernando Romboli
- Pedro Sakamoto
- Alejandro Tabilo

## Campeones

### Individual Masculino
- Alejandro Tabilo derrotó en la final a  Román Andrés Burruchaga, 6–3, 7–6(6)

### Dobles Masculino
- Nicolás Barrientos /  André Göransson derrotaron en la final a  Marcelo Demoliner /  Rafael Matos, 7–6(3), 4–6, [11–9]